# 야코포 델라 퀘르차
야코포 델라 퀘르차(Jacopo della Quercia, /ˌdɛlə ˈkwɛərtʃə/, 이탈리아어: [ˈjaːkopo della ˈkwɛrtʃa]; c. 1374 – 1438년 10월 20일)는 르네상스 시대의 이탈리아 조각가였다. 미켈란젤로의 선구자로 간주된다.

## 약력
야코포 델라 퀘르차는 1374년에 태어난 토스카나 시에나 근처의 퀘르차 그로사(Quercia Grossa, 현재의 케르체그로, Quercegrossa)에서 이름을 따왔다. 시에나 사람인 야코포 델라 퀘르차는 시에나 대성당 강단에서 니콜라 피아스노(Nicola Pisano)와 아르놀포 디 캄비오(Arnolfo di Cambio)의 작품을 보고 영향을 받았을 것이다. 그의 첫 작품은 16세 때 아조 우발디니(Azzo Ubaldini)의 장례식을 위한 기마 목상이었을 것이다. 1386년에 그와 그의 아버지는 당파 투쟁과 소란 때문에 루카로 이사했다.
델라 퀘르차는 피사의 캄포산토에서 거대한 로마 조각품과 석관 컬렉션을 연구했을 가능성이 있다. 이러한 영향과 이후의 영향은 그를 유럽 미술사에서 과도기적 인물로 만들었다. 그의 작품은 고딕 양식에서 이탈리아 르네상스 양식으로 뚜렷한 중간 경력의 전환을 보여준다. 기베르티의 경우와 마찬가지로 이러한 발전은 아마도 그의 동시대인 도나텔로에 대한 노출의 결과일 것이다.
1406년 다시 루카로 돌아온 그는 도시의 통치자인 파올로 구이니지로부터 루카 대성당에 있는 그의 두 번째 부인인 일라리아 델 카레토의 무덤에서 작업을 시작하라는 위임을 받았다. 화려하게 차려입은 여인은 고딕 양식으로 섬세하게 묘사된 석관 위에 앉아 있으며, 그녀의 발치에는 정절의 상징인 그녀의 개를 안고 있다. 그러나 그가 무덤 옆면에 여러 개의 누드 퍼티를 사용한 것은 캄포산토(피사)에 있는 로마 석관의 고전적 영향을 분명히 보여준다.